# Petraeovitex multiflora
Petraeovitex multiflora là một loài thực vật có hoa trong họ Hoa môi. Loài này được (Sm.) Merr. miêu tả khoa học đầu tiên năm 1917.